# Елмер Оттіс Вутон
Елмер Оттіс Вутон (англ. Elmer Ottis Wooton, 1865—1945) — американський ботанік, професор хімії та ботаніки в Державному коледжі Нью-Мексико з 1890 по 1911 рік, помічник куратора Національного гербарію з 1910 року та працівник Міністерства сільського господарства США з 1911 по 1935 рік. Види Astragalus wootonii та Cheilanthes wootonii були названі на його честь.
Він редагував та розповсюджував ексикату із зібраними ним зразками під назвою «Рослини Нью-Мексико».